# Wii Sports Resort
Wii Sports Resort é um jogo eletrônico de esportes para o console Nintendo Wii. É a sequência do jogo Wii Sports e foi lançado em 2009. O jogo faz parte da série Wii. Wii Sports Resort foi o primeiro jogo compatível com o Wii MotionPlus. O jogo se passa numa praia localizada na ilha Wuhu, a mesma do jogo Wii Fit, quando o jogador vai correr.
Os jogos são: frisbee, moto aquática, kendo (luta de espadas), esportes aéreos (turismo, queda livre), ciclismo, tiro com arco, boliche, golfe etc.

## Desenvolvimento
A ideia de uma continuação do Wii Sports foi considerado muito antes do lançamento do Wii MotionPlus, mas o desenvolvimento só começou quando as novas possibilidades e novos movimentos do Wii Remote foram possíveis e realizadas. O primeiro jogo foi revelado na apresentação da Nintendo na E3 de 2008.